# Herolind Shala
Herolind Shala (ur. 1 lutego 1992 w Porsgrunn) – kosowsko-albański piłkarz grający na pozycji ofensywnego pomocnika. Od 2017 jest zawodnikiem klubu Lyngby BK.

## Kariera klubowa
Swoją karierę piłkarską Shala rozpoczął w klubie Notodden FK. W 2008 roku awansował do pierwszego zespołu i w tamtym sezonie zadebiutował w nim w 1. divisjon. W połowie roku został wypożyczony do występującego w 3. divisjon, Tollnes BK. W 2009 roku wrócił do Notodden FK, w którym grał do 2011 roku.
Latem 2011 Shala przeszedł do występującego w Tippeligaen, Odds BK. Swój debiut w nim zaliczył 19 sierpnia 2011 w wygranym 4:2 domowym meczu z Vikingiem. W listopadzie 2014 wystąpił w barwach Odds BK w finale Pucharu Norwegii, przegranym przez Odds 0:2 z Molde FK.
W styczniu 2015 roku Shala przeszedł na zasadzie wolnego transferu do Sparty Praga. W Sparcie swój debiut zanotował 23 lutego 2015 w wygranym 4:1 domowym meczu z 1. FK Příbram. W sezonie 2014/2015, w którym Sparta wywalczyła wicemistrzostwo Czech, rozegrał 3 mecze.
Latem 2015 Shala został wypożyczony do Slovana Liberec. Zadebiutował w nim 2 sierpnia 2015 w zremisowanym 2:2 wyjazdowym meczu ze Slavią Praga.
W 2016 roku Shalę wypożyczono do tureckiego klubu Kasımpaşa SK. Swój debiut w nim zaliczył 20 sierpnia 2016 w przegranym 0:2 wyjazdowym meczu z Trabzonsporem.
Latem 2017 Shala został zawodnikiem Lyngby BK. Zadebiutował w nim 19 listopada 2017 w przegranym 1:3 domowym meczu z Randers FC.
| Sezon   | Klub           | Kraj     | Rozgrywki   | Mecze | Gole |
| ------- | -------------- | -------- | ----------- | ----- | ---- |
| 2008    | Notodden FK    | Norwegia | 1. divisjon | 1     | 0    |
| 2008    | Tollnes BK     | Norwegia | 3. divisjon | ?     | ?    |
| 2009    | Notodden FK    | Norwegia | 1. divisjon | 3     | 0    |
| 2010    | Notodden FK    | Norwegia | 2. divisjon | 0     | 0    |
| 2011    | Notodden FK    | Norwegia | 2. divisjon | 11    | 9    |
| 2011    | Odds BK        | Norwegia | Tippeligaen | 4     | 0    |
| 2012    | Odds BK        | Norwegia | Tippeligaen | 26    | 3    |
| 2013    | Odds BK        | Norwegia | Tippeligaen | 30    | 8    |
| 2014    | Odds BK        | Norwegia | Tippeligaen | 30    | 9    |
| 2014/15 | Sparta Praga   | Czechy   | I liga      | 3     | 0    |
| 2015/16 | Slovan Liberec | Czechy   | I liga      | 23    | 6    |
| 2016/17 | Kasımpaşa SK   | Turcja   | Süper Lig   | 10    | 1    |
| 2017/18 | Lyngby BK      | Dania    | Superligaen |       |      |

## Kariera reprezentacyjna
W latach 2009–2012 Shala grał w młodzieżowych reprezentacjach Norwegii. W 2013 roku zdecydował się grać dla Albanii i w latach 2013-2014 zaczął grać w tamtejszej reprezentacji U-21. W dorosłej reprezentacji Albanii zadebiutował 14 listopada 2014 roku w zremisowanym 1:1 towarzyskim meczu z Francją, rozegranym w Rennes, gdy w 76. minucie zmienił Ermira Lenjaniego.
6 października 2016 Shala zadebiutował w reprezentacji Kosowa w przegranym 0:6 meczu eliminacji do MŚ 2018 z Chorwacją.